# Eric Gates
Pour les articles homonymes, voir Gates.
Eric Gates, né le 28 juin 1955 à Ferryhill (Angleterre), est un footballeur anglais, qui évoluait au poste d'attaquant à Ipswich Town et en équipe d'Angleterre.
Gates n'a marqué aucun but lors de ses deux sélections avec l'équipe d'Angleterre en 1980.

## Carrière
- 1973-1984 : Ipswich Town
- 1984-1990 : Sunderland
- 1990-1991 : Carlisle United

Lors de son passage à Sunderland, il forme, avec son partenaire d'attaque Marco Gabbiadini, un duo réputé, surnommé G-Force par les supporteurs.

## Palmarès

### En équipe nationale
- 2 sélections et 0 but avec l'équipe d'Angleterre en 1980.

### Avec Ipswich Town
- Vainqueur de la Coupe UEFA en 1981.
- Vainqueur de la Coupe d'Angleterre de football en 1978.
- Vainqueur du Amsterdam 700 Tournament en 1981.

### Avec Sunderland
- Vainqueur du Championnat d'Angleterre de football D3 en 1988.